# Damian Radowicz
Damian Radowicz (Łódź, 20 dicembre 1989) è un ex calciatore polacco, di ruolo centrocampista.

## Carriera

### Club
A settembre 2010 gioca con il Klub Sportowy Widzew Łódź.